# Vendlincourt
Vendlincourt (ancien nom allemand : Wendlinsdorf) est une commune suisse du canton du Jura.

Vue aérienne (1950).

## Transport
- La gare de Vendlincourt sur la ligne de Porrentruy à Bonfol des Chemins de fer du Jura (CJ).
- A16, sortie 6 (Courgenay).